# Baiqing, Sichuan
Baiqing (kinesiska: 百顷镇, 百顷) är en köping i Kina. Den ligger i provinsen Sichuan, i den sydvästra delen av landet, omkring 120 kilometer nordost om provinshuvudstaden Chengdu. Antalet invånare är 9 325. Befolkningen består av 4 656 kvinnor och 4 669 män. Barn under 15 år utgör 14,0 %, vuxna 15-64 år 69 %, och äldre över 65 år 15,0 %.
Genomsnittlig årsnederbörd är 1 308 millimeter. Den regnigaste månaden är juli, med i genomsnitt 331 mm nederbörd, och den torraste är december, med 4 mm nederbörd.